# Harvey Cox

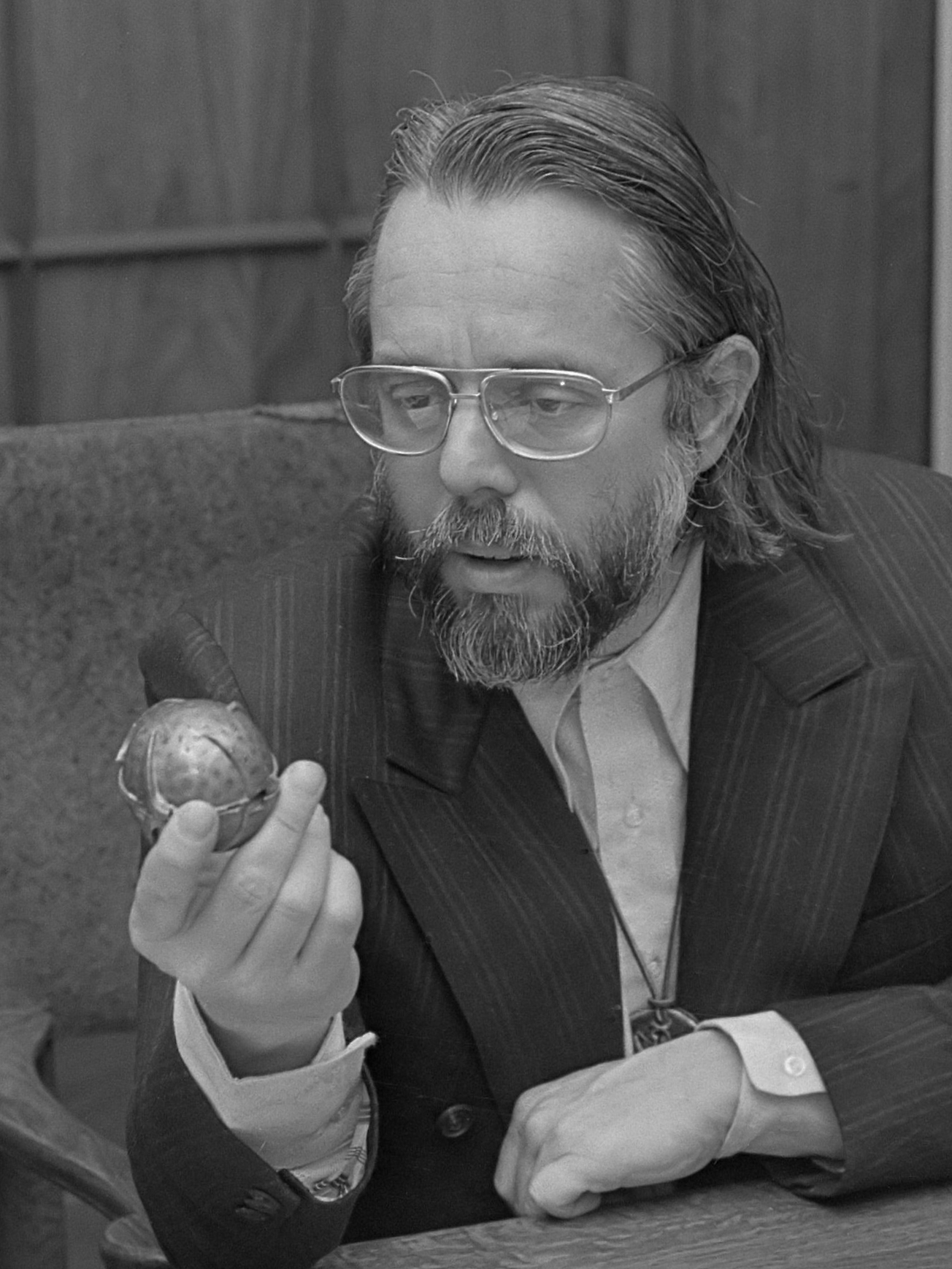
Harvey Cox betrachtet eine Honeywell-Splittergranate (1973)

Harvey Gallagher Cox junior (* 19. Mai 1929 in Phoenixville, Pennsylvania, Vereinigte Staaten) ist ein baptistischer Geistlicher und Professor der Theologie an der Harvard University. Er arbeitete über die Ökumenische Theologie, die Befreiungstheologie, die Rolle des Christentums in Lateinamerika und über Gott und den Glauben in der modernen säkularen Gesellschaft. Sein 1965 gedrucktes Buch Stadt ohne Gott? (englisch: The Secular City) wurde in elf Sprachen übersetzt, es wurde mit mehr als einer Million verkaufter Exemplare zum Bestseller und hatte nach seinem Erscheinen einen großen Einfluss auf die religiöse Meinungsbildung.

## Leben
Cox ist ein Sohn von Harvey Gallagher, einem Maler und Transportmanager, und von Dorothea Cox. Seine Vorfahren stammen aus England, er hat quäkerische Wurzeln und wuchs in Malvern im Bundesstaat Pennsylvania auf und besuchte die University of Pennsylvania in Philadelphia und erhielt 1951 ein Bakkalaureat cum laude im Fach Geschichte. Er studierte weiter an den Universitäten Yale und Harvard, wo er 1963 zum Doktor der Philosophie promoviert wurde.
1946 arbeitete er als Volontär bei den Vereinigten Nationen und kümmerte sich um Opfer des Zweiten Weltkriegs und half beim administrativen Wiederaufbau mit. Er war 1953 bis 1954 an der Temple University in Philadelphia als Studentenseelsorger tätig, Direktor für religiöse Aktivitäten am Oberlin College in Ohio und 1962 bis 1963 Mitarbeiter einer ökumenischen Gemeinschaft in Berlin. Bereits 1957 wurde er Pastor in einer Baptistengemeinde der American Baptist Churches, er setzte sich für die zivilen Rechte aller Personen ein, und er kam um 1960 deswegen ins Gefängnis in Williamstown in North Carolina. Zur gleichen Zeit wurde er in Abwesenheit als assistant professor an der Andover Newton Theological School in Massachusetts eingesetzt. 1965 nahm Cox eine Lehrtätigkeit an der Harvard Divinity School auf, der theologischen Fakultät der Harvard University. Er wurde dort 1969 Ordentlicher Universitätsprofessor mit der Professur Victor Thomas Professor of Divinity. Später hatte er zwischendurch Gastprofessuren an der Brandeis University, am Baptistischen Seminar in Mexiko, am Naropa Institute und an der University of Michigan inne. Nach über 40 Jahren als Theologieprofessor in Harvard wurde er 2009 emeritiert.

## Lehre und Thesen
Cox war nebst von der Bibel auch von den deutschsprachigen Philosophen und Theologen wie Friedrich Nietzsche, Karl Marx, Karl Barth, Rudolf Bultmann, Dietrich Bonhoeffer und Paul Tillich beeinflusst. Diese sagten ein säkulares Zeitalter ohne althergebrachtes Christentum voraus und proklamierten teilweise nur noch einen existenziellen Glauben. Er erreichte mit seinem 1965 erschienenen und in elf Sprachen übersetzten Buch Stadt ohne Gott? (englisch: The Secular City) mehr als eine Million verkaufte Exemplare. Eine Hauptthese des Buches war, dass Gott mit seiner Versöhnung in weltlichen Zusammenhängen, die er Technopolis nannte, ebenso gegenwärtig sei wie in den institutionalisierten Kirchen. Denn die Prioritäten der Kirchen mit der Verkündigung der Botschaft Gottes im Sonntagsgottesdienst und erst danach in Diakonie und Gemeinschaft stammen aus der bäuerlichen und ländlichen Realität der früheren Jahrhunderte, wie sie seit den Pilgerväter gegolten haben. Christliche Glaubensgemeinschaften sollten sich heute daher umgekehrt progressiv verhalten, ja sogar revolutionär agieren und sich aktiv in den politischen Diskurs einbringen. Der öffentliche Raum brauche zudem einladende Zeichen und sichtbare Formen von gelebtem Glauben und Gemeinschaft.
Seine ersten Schriften waren tonangebend vor allem für eher liberale Gruppierungen der englisch- und deutschsprachigen Theologie in den 1960er und 1970er Jahren, weil er anregende und auch umstrittene Antworten zur Ausgestaltung des christlichen Glaubens lieferte.

## Ehrungen
- 2010 wurde Cox in die American Academy of Arts and Sciences gewählt.
- 2011 verlieh ihm die Theologische Fakultät der Humboldt-Universität zu Berlin die Ehrendoktorwürde.

## Privates
Cox heiratete 1955 Nancy Neiburger; aus der Ehe gingen drei Kinder hervor. Nach der Scheidung verehelichte er sich mit Nina Tumarkindie, einer Professorin für russische Geschichte. Sie haben zusammen einen Sohn und wohnen in Cambridge in Massachusetts.

## Schriften
- The Secular City: Secularization and Urbanization in Theological Perspective, 1965; Collier Books, 25th anniversary edition 1990: ISBN 0-02-031155-9.
  - Stadt ohne Gott? 6. Aufl., Stuttgart, Berlin: Kreuz-Verlag 1971, ISBN 3-7831-0024-0.
- God's Revolution and Man's Responsibilities, 1966.
  - Der Christ als Rebell oder Streitreden wider die Trägheit, Oncken Verlag Kassel 1967, 5. Aufl. 1970.
- The Feast of Fools: A Theological Essay on Festivity and Fantasy, Harvard University Press 1969, ISBN 0-674-29525-0, Paperback bei Harper & Row 1970, ISBN 0-06-080272-3, Paperback bei HarperCollins 2000, ISBN 0-06-090212-4.
  - Das Fest der Narren – Das Gelächter ist der Hoffnung letzte Waffe. Stuttgart & Berlin, Kreuz-Verlag 1970. ISBN 3-7831-0335-5.
- The Seduction of the Spirit: The Use and Misuse of People's Religion, Touchstone edition 1973 und 1985: ISBN 0-671-21728-3.
  - Verführung des Geistes, Deutsch von Werner Simpfendörfer. Stuttgart Kreuz-Verlag, 1974. ISBN 3-7831-0437-8.
- Turning East: Why Americans Look to the Orient for Spirituallity-And What That Search Can Mean to the West, Simon & Schuster, 1978, ISBN 0-671-24405-1.
- Just as I am, 1983 (Autobiographie).
- Religion in the Secular City: Toward a Postmodern Theology. Simon & Schuster, 1985, ISBN 0-671-52805-X.
- Many Mansions: A Christian's Encounter with Other Faiths. Beacon Press, 1988, Nachdruck 1992, ISBN 0-8070-1213-0.
- The Silencing of Leonardo Boff: The Vatican and the Future of World Christianity. 1988, ISBN 0-940989-35-2.
- Fire from Heaven: The Rise of Pentecostal Spirituality and the Re-shaping of Religion in the 21st Century. 1994, Nachdruck Decapo Press, 2001, ISBN 0-306-81049-2.
- Hrsg. mit Arvind Sharma: Religion in a Secular City: Essays in Honor of Harvey Cox. Trinity Press, 2001, ISBN 1-56338-337-3.
- When Jesus Came to Harvard: Making Moral Choices Today. Houghton Mifflin, 2004, ISBN 0-618-06744-2.
- The Future of Faith, HarperCollins, 2009.
- Mit Stephanie Paulsell: Lamentations and the Song of Songs: A Theological Commentary on the Bible, Westminster John Knox Press, 2012
- How to Read the Bible, HarperCollins, 2015
- The Market as God, Harvard University Press, 2016, ISBN 978-0674-65968-1